# Jacques Sonneborn
Isaak Jacques Sonneborn (* 21. August 1863 in Breidenbach, Großherzogtum Hessen; † 29. August 1936 in Baden-Baden) war ein deutscher Industrieller und Generaldirektor der Ölwerke Stern-Sonneborn AG (Ossag).

## Leben
Jacques Sonneborn war ältester Sohn sowie drittes und letztes Kind von Levi Sonneborn (1833–1911) aus dessen Ehe mit Hannah Löwenstein (1832–1866). Er erwarb einen Realschulabschluss in Marburg und arbeitete dann von 1880 bis 1886 im Bankhaus B. Berlé in Frankfurt am Main. Anschließend war er in der Rheinischen Vaseline-, Öl- und Fettfabrik Gebr. Stern in Köln-Sülz als Angestellter tätig. Eigentümer der Fabrik waren seine Cousins, die Gebrüder Joseph und Leo Stern (1858–1943). Um Absatzmärkte für das Unternehmen zu erschließen, unternahm er etliche Auslandsreisen, wobei ihm seine Kenntnisse der französischen, englischen und italienischen Sprachen sehr nützlich waren. 1889 errichtete das wachsende Unternehmen eine Filialfabrik im Hamburger Freihafen (Hamburg-Kleiner Grasbrook). 1891 wurde Sonneborn als Teilhaber in das Unternehmen aufgenommen. Weil der Export expandierte, wurde die Hamburger Filiale 1892 erweitert und weitere Fabriken und Niederlassungen in Italien, Frankreich und Großbritannien eröffnet. An der Spitze dieser Projekte stand Sonneborn. 1903 wurde die Rheinische Vaseline-, Öl- und Fettfabrik Gebr. Stern zur Ölwerke Stern-Sonneborn AG, kurz Ossag, umfirmiert. Bis 1924 war Sonneborn Generaldirektor und Großaktionär dieses Unternehmens, außerdem bis 1924 Geschäftsführer der Chemischen Werke für Textilindustrie GmbH. Von 1921 bis 1923 engagierte er sich als Handelsrichter.
Während des Ersten Weltkriegs besaß die Ossag ein wichtiges Patent zur Veredelung von Fetten und Ölen zu hochwertigen Schmierstoffen und stieg zu einem bedeutenden Lieferanten des deutschen Militärs auf. Unter anderem stellte sie Voltol her, ein Hydrauliköl für Motoren. Als das Unternehmen durch die Hyperinflation 1923 in eine finanzielle Krise geraten war, nutzte die Royal Dutch Shell die Gelegenheit und übernahm über ihre Tochter, die Bataafse Petroleum Maatschappij, die Ossag im Juni 1925 für 8,8 Millionen Reichsmark und überführte sie durch Verschmelzung mit der in Düsseldorf ansässigen Benzinwerke Rhenania GmbH in das Tochterunternehmen Rhenania-Ossag Mineralölwerke AG. Jacques Sonneborn und Leo Stern erhielten Aufsichtsratsmandate. Als in Deutschland Adolf Hitler und seine NSDAP die Regierung übernommen hatten und Antisemitismus Regierungsprogramm wurde, veranlasste die Royal Dutch Shell personelle Umbesetzungen in den Vorständen und Aufsichtsräten ihrer deutschen Tochtergesellschaften. So mussten Jacques Sonneborn und Leo Stern ihre Aufsichtsratsmandate wegen ihrer jüdischen Abstammung 1933 niederlegen.
Sonneborn war verheiratet mit Natalie Abenheimer (1869–1931), Tochter des Kaufmanns Lazarus „Louis“ Abenheimer (1840–1895) und Johanna, geborene Bendheim (1844–1904). Aus der Ehe gingen zwei Söhne und eine Tochter hervor.